# Anaxenor
Anaxenor (altgriechisch Ἀναξήνωρ) war ein im 1. Jahrhundert v. Chr. lebender berühmter Kitharöde (Dichter und Sänger) aus Magnesia am Mäander.
Anaxenor war ein Vertrauter des Triumvirn Marcus Antonius, als dieser in den späten 40er Jahren und den 30er Jahren v. Chr. den Ostteil des Römischen Reichs beherrschte. Antonius machte Anaxenor zum Steuererheber von vier Städten und stellte ihm zu diesem Zweck eine eigene Truppenabteilung zur Verfügung. Von seiner Vaterstadt wurde Anaxenor durch die Aufstellung einer Bronzestatue im Theater mit erhaltener Inschrift geehrt, ferner durch ein Bildnis auf der Agora, das ihn in Purpurtracht als Priester des Zeus Sosipolis (d. h. „Städteretter“) zeigte.
Aufgrund eines Missverständnisses des byzantinischen Gelehrten Eustathios von Thessalonike, der die Erwähnung bei Strabon falsch verstanden hatte, wurden in der älteren Forschung zwei Anaxenoroi aus Magnesia postuliert: der Kitharöde und ein Maler, der angeblich einen Sänger gemalt hatte. Der Fund der Basis der Bronzestatue im Theater von Magnesia machte aber deutlich, dass es sich um dieselbe Person handelte.